# Cadulus rossoi
Cadulus rossoi är en blötdjursart som beskrevs av Nicklès 1979. Cadulus rossoi ingår i släktet Cadulus och familjen Gadilidae. Inga underarter finns listade i Catalogue of Life.